# Élections au Parlement d'Andalousie de 2018
Les élections au Parlement d'Andalousie de 2018 (en espagnol : Elecciones al Parlamento de Andalucía de 2018) se tiennent de manière anticipée le dimanche 2 décembre 2018, afin d'élire les 109 députés de la XIe législature du Parlement d'Andalousie pour un mandat de quatre ans.
La présidente de la Junte Susana Díaz, du Parti socialiste, dissout le Parlement en avance après la rupture de son accord de soutien sans participation avec Ciudadanos, conclu en 2015 et lui ayant permis de faire voter trois lois de finances consécutives tout en gouvernant en minorité.
Après une campagne menée dans une optique nationale pour les partis de droite et régionale pour les partis de gauche, le scrutin débouche sur un bouleversement de la vie politique andalouse. Grâce à l'irruption à un niveau totalement inattendu de Vox, le bloc de droite est majoritaire au Parlement de cette communauté autonome gouvernée depuis près de quatre décennies par le Parti socialiste. Celui-ci, arrivé en tête, est victime d'une hausse de l'abstention dans ses principaux bastions, en raison des critiques envers la gestion de Susana Díaz. Pour la première fois depuis la mort de Francisco Franco, un parti d'extrême droite obtient une représentation parlementaire.
Bien qu'ayant réalisé un score digne de son niveau de 1990, le Parti populaire est en mesure d'accéder à la présidence du gouvernement du territoire. Il s'entend ainsi avec Ciudadanos pour constituer une coalition trois semaines après le scrutin, puis conclut un pacte de soutien extérieur avec Vox presque deux semaines plus tard. Juan Manuel Moreno est ainsi investi président de la Junte au cours du mois de janvier 2019, devenant le premier chef de l'exécutif andalou à ne pas être issu du Parti socialiste.

## Contexte

### Accord entre le PSOE et Ciudadanos
Le Parti socialiste (PSOE-A) de la présidente de la Junte Susana Díaz arrive nettement en tête des élections anticipées du 22 mars 2015, mais sans majorité absolue. Cette situation l'obligera donc à conclure des alliances pour gouverner dans le cadre d'un Parlement composé de cinq partis et marqué par l'émergence de Podemos et Ciudadanos (Cs), et l'effondrement du Parti populaire (PP) et de la Gauche unie (IULV-CA).
N'ayant passé aucun accord avec une autre force politique, Susana Díaz échoue lors des trois votes d'investiture convoqués le 5 mai, le 8 mai et le 14 mai, devenant la première candidate à ne pas obtenir la confiance du Parlement après trois scrutins consécutifs.
Le 10 juin, le Parti socialiste et Ciudadanos concluent un accord de 70 mesures par lequel les députés du parti libéral s'engagent à voter l'investiture de la candidate socialiste, ce qui marque la première entente entre un parti « émergent » et une formation représentant le « bipartisme historique ». Susana Díaz est investie le lendemain présidente de la Junte pour un deuxième mandat lors d'un quatrième vote, par 56 voix pour et 51 voix contre, seuls le PSOE-A et Cs lui accordant leur confiance.

### Tentation nationale avortée de Susana Díaz

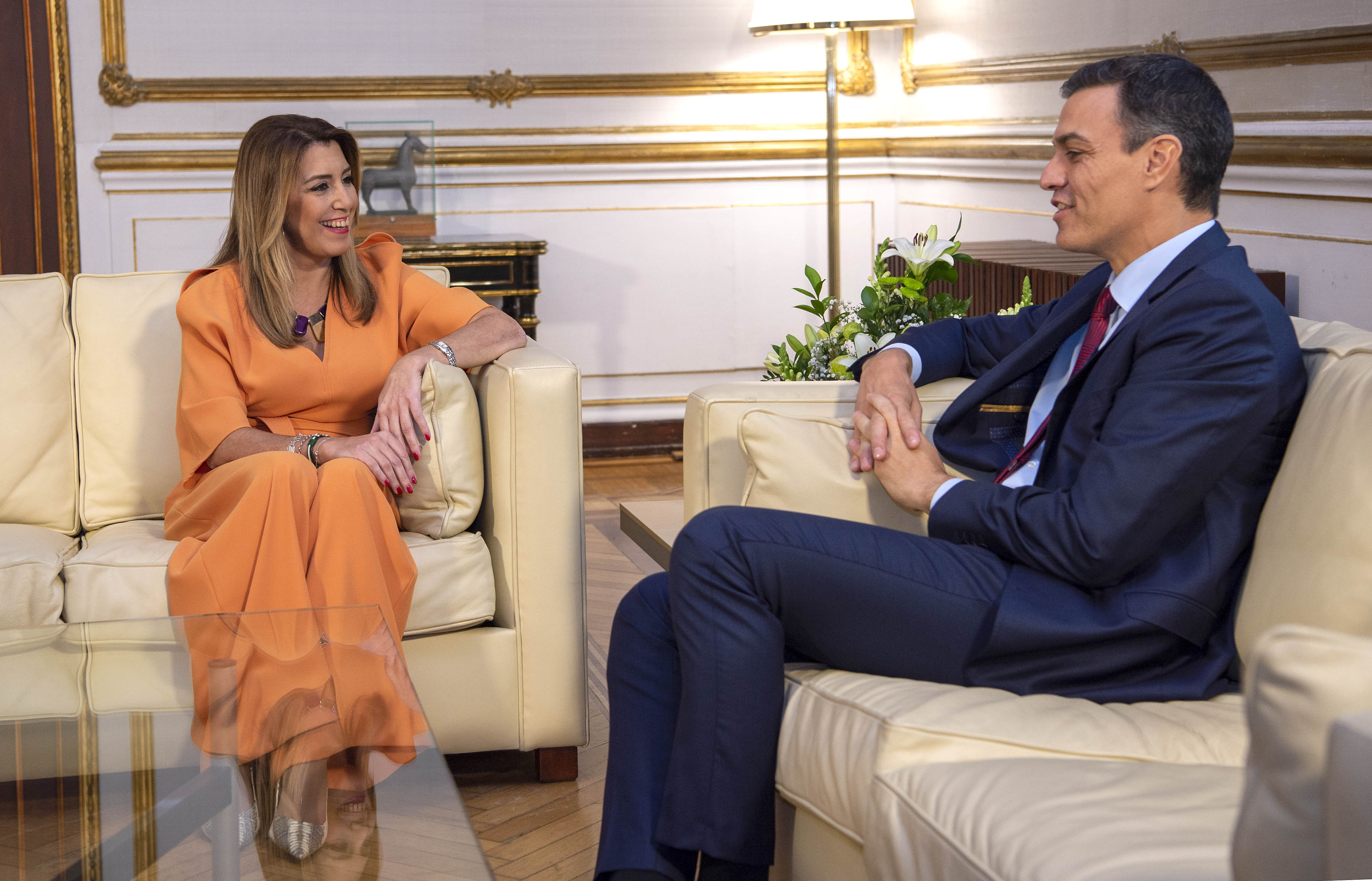
Susana Díaz rencontre Pedro Sánchez en octobre 2018.

Dès 2014 et la démission du secrétaire général du Parti socialiste ouvrier espagnol (PSOE) Alfredo Pérez Rubalcaba, conséquence de la déroute des élections européennes, Susana Díaz apparaît comme la favorite pour prendre la direction du parti de la social-démocratie espagnole,. Dans la perspective de l'élection primaire du XXXIXe congrès du PSOE, elle annonce le 26 mars 2017 sa candidature au secrétariat général, entourée de Felipe González, José Luis Rodríguez Zapatero, Alfredo Pérez Rubalcaba, Alfonso Guerra, la plupart des dirigeants régionaux ainsi qu'Eduardo Madina, candidat malheureux en 2014 face au choix de l'époque de Susana Díaz, Pedro Sánchez.
Le scrutin du 21 mai est cependant remporté par Pedro Sánchez, bien que Susana Díaz dispose du soutien de la « vieille garde » et de l'appareil du PSOE. Elle recueille 39,9 % des voix, contre 50,2 % au vainqueur, soit un écart de 15 000 voix, mais l'emporte parmi les militants du PSOE andalou. Elle ordonne à ses proches de ne pas compliquer la vie du nouveau secrétaire général et décide de se replier sur un terrain familier, la gestion institutionnelle de la Junte d'Andalousie. Ainsi, après le débat sur l'état de la Communauté devant le Parlement le 7 juin au cours duquel elle présente d'importantes mesures sociales et en faveur de l'emploi, elle orchestre le 8 juin un important remaniement de son gouvernement qui concerne six conseillers afin de former une équipe dédiée à la gouvernance de la communauté autonome et non plus aux combats internes au sein du Parti socialiste. Le 1er juillet, elle est proclamée candidate unique à un nouveau mandat de secrétaire générale du PSOE-A après avoir recueilli les parrainages de plus de la moitié des militants.

### Rupture avec Ciudadanos et élections anticipées

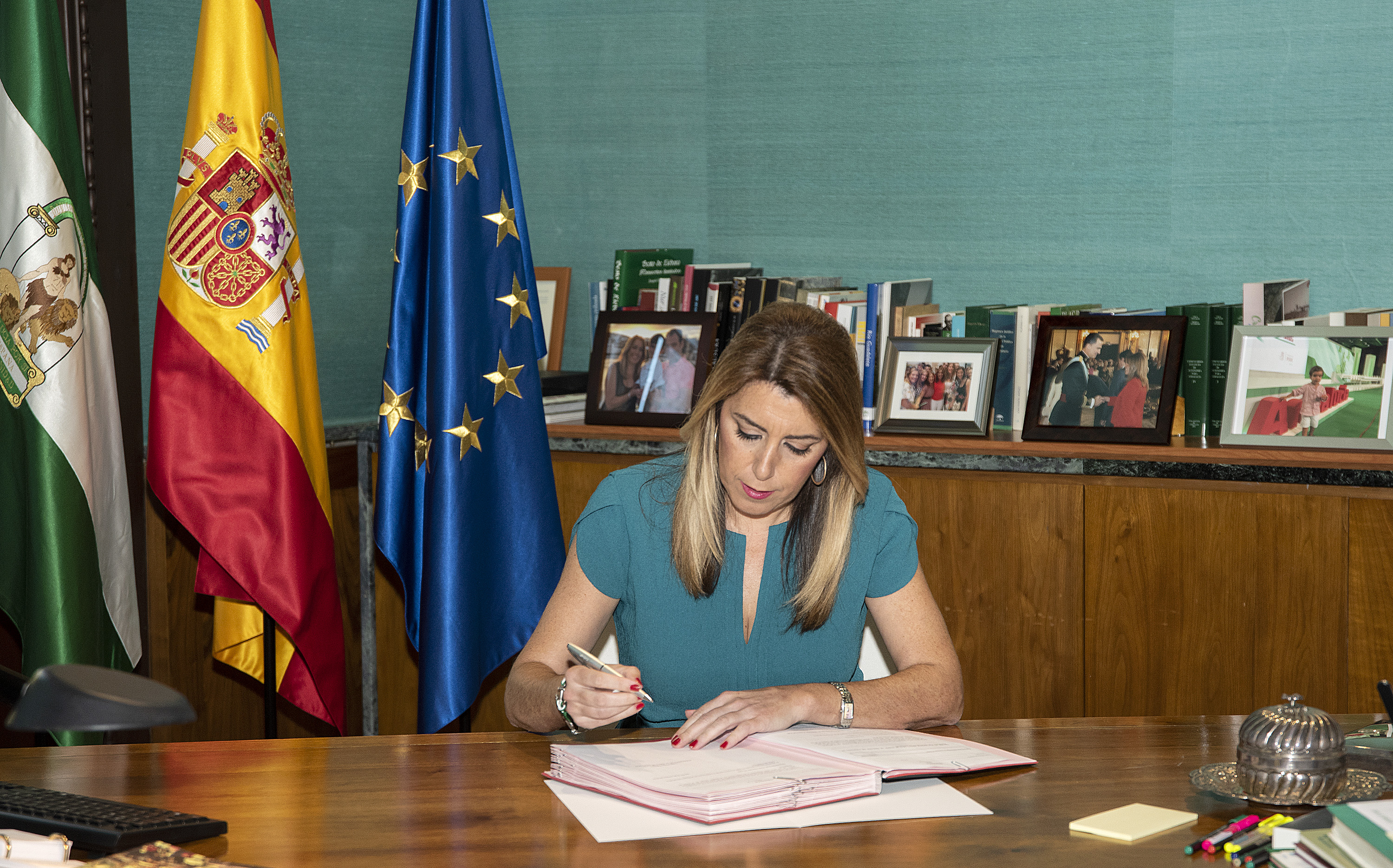
Susana Díaz signe le décret de dissolution du Parlement le 8 octobre 2018.

Après s'être entendue avec Ciudadanos pour l'adoption des lois de finances pour 2016 au prix d'une baisse de l'impôt sur le revenu, pour 2017 grâce à des coups de pouce en faveur des PME et des indépendants, et pour 2018 du fait de la suppression de l'impôt sur les successions et les donations, Susana Díaz s'oppose au début du mois de septembre 2018 à une entente sur le budget 2019, estimant impossible de satisfaire les requêtes de son partenaire en matière de changements institutionnels d'ici la fin de la législature. Le président de Ciudadanos Albert Rivera prévient que faute de retour en arrière de la part de Susana Díaz, son parti « prendra des décisions ».
Alors qu'elle avait repoussée le 11 septembre l'idée de convoquer rapidement des élections anticipées, la présidente de la Junte révèle le 8 octobre son intention de dissoudre le Parlement et d'organiser un scrutin le 2 décembre, trois mois avant la date prévue. Il s'agit du premier scrutin à se tenir depuis les changements opérés sur la scène politique nationale à partir de juin 2018, à s'avoir l'accession au pouvoir de Pedro Sánchez grâce au vote d'une motion de censure contre Mariano Rajoy, l'élection de Pablo Casado à la présidence du Parti populaire (PP), le renforcement de Ciudadanos face au PP, et l'entrée d'Unidos Podemos au sein de la majorité parlementaire au Congrès des députés.

## Mode de scrutin

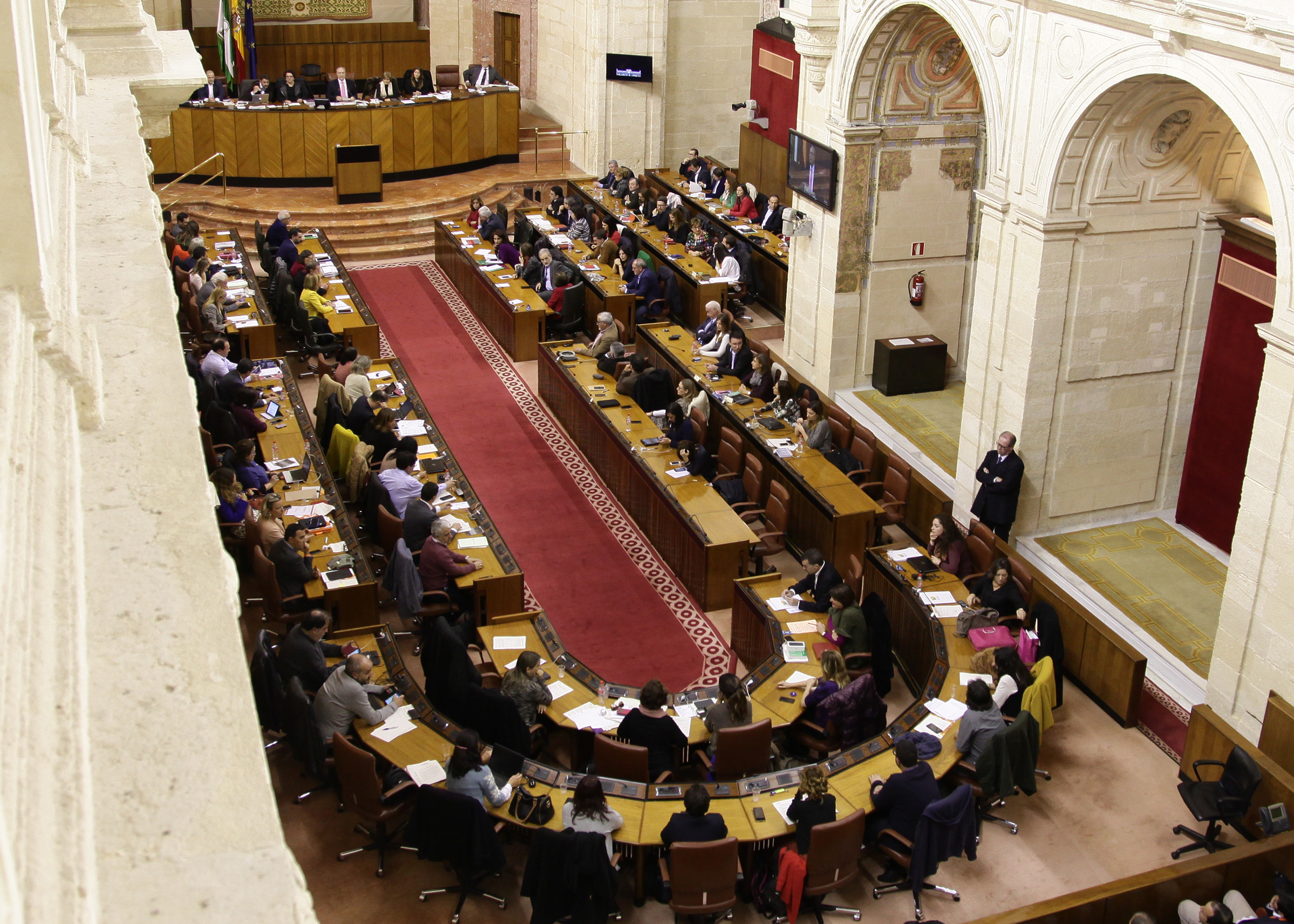
Hémicycle du Parlement, dans l'ancien hôpital de las Cinco Llagas.

Le Parlement d'Andalousie (Parlamento de Andalucía) est une assemblée parlementaire monocamérale constituée de 109 députés (diputados), élue pour une législature de quatre ans au suffrage universel direct selon les règles du scrutin proportionnel d'Hondt par l'ensemble des personnes résidant dans la communauté autonome où résidant momentanément à l'extérieur de celle-ci, si elles en font la demande.

### Convocation du scrutin
Conformément à l'article 101 du statut d'autonomie, le Parlement est élu pour un mandat de quatre ans. L'article 14 de la loi électorale andalouse du 2 janvier 1986, combiné aux dispositions l'article 42 de la loi électorale nationale, précise que les élections sont convoquées au moyen d'un décret du président de la Junte d'Andalousie, signé 25 jours avant la fin du mandat et publié au Journal officiel, le scrutin devant se tenir le 54e jour suivant la publication du décret mais pas entre le 1er juillet et le 31 août,. Cette interdiction a été instaurée en 1994, suivant des débats préalables aux élections de 1990, afin d'éviter une chute de la participation causée par la combinaison des vacances et des fortes chaleurs habituelles en Andalousie à cette période.

### Nombre de députés par circonscription
Puisque l'article 101 du statut d'autonomie prévoit que « le Parlement d'Andalousie sera constitué d'au moins 109 députés », l'article 17 de la loi électorale indique que le nombre de parlementaires est fixé à 109 et attribue à chaque circonscription 8 sièges d'office, les 45 mandats restant étant distribués en fonction de la population provinciale. L'article 104 du statut énonce effectivement que « la province constitue la circonscription électorale » et précise qu'aucune circonscription ne peut avoir plus du double de représentants qu'une autre.
Le décret de convocation des élections, publié le 27 janvier 2015, dispose que les sièges sont répartis ainsi : 
| Circonscriptions   | Députés | Carte |
| ------------------ | ------- | ----- |
| Séville            | 18      |       |
| Malaga             | 17      |       |
| Cadix              | 15      |       |
| Grenade            | 13      |       |
| Almería et Cordoue | 12      |       |
| Huelva et Jaén     | 11      |       |

### Présentation des candidatures
Peuvent présenter des candidatures,, : 
- les partis ou fédérations politiques enregistrées auprès du registre des associations politiques du ministère de l'Intérieur ;
  - ceux n'ayant pas obtenu de représentation lors du scrutin précédent doivent recueillir les parrainages d'au moins 0,1 % des inscrits ;
- les coalitions électorales de ces mêmes partis ou fédérations dûment constituées et inscrites auprès de la commission électorale au plus tard 10 jours après la convocation du scrutin ;
- et les électeurs de la circonscription, en nombre d'au moins 1 % des inscrits.

### Répartition des sièges
Seules les listes ayant recueilli au moins 3 % des suffrages valides — vote blanc inclus — peuvent participer à la répartition des sièges à pourvoir dans une circonscription, qui s'organise en suivant différentes étapes : 
- les listes sont classées en une colonne par ordre décroissant du nombre de suffrages obtenus ;
- les suffrages de chaque liste sont divisés par 1, 2, 3... jusqu'au nombre de députés à élire afin de former un tableau ;
- les mandats sont attribués selon l'ordre décroissant des quotients ainsi obtenus.

Lorsque deux listes obtiennent un même quotient, le siège est attribué à celle qui a le plus grand nombre total de voix ; lorsque deux candidatures ont exactement le même nombre total de voix, l'égalité est résolue par tirage au sort et les suivantes de manière alternative.

## Campagne

### Partis et chefs de file
| Force politique | Force politique                                                                                    | Force politique                                                                                    | Force politique | Idéologie                                                                       | Chef de file                         | Résultats en 2015           |
| --------------- | -------------------------------------------------------------------------------------------------- | -------------------------------------------------------------------------------------------------- | --------------- | ------------------------------------------------------------------------------- | ------------------------------------ | --------------------------- |
|                 | Parti socialiste ouvrier espagnol d'Andalousie (es) Partido Socialista Obrero Español de Andalucía | Parti socialiste ouvrier espagnol d'Andalousie (es) Partido Socialista Obrero Español de Andalucía | PSOE-A          | Centre gauche Social-démocratie, progressisme, régionalisme                     | Susana Díaz (Présidente de la Junte) | 35,27 % des voix 47 députés |
|                 | Parti populaire (es) Partido Popular                                                               | Parti populaire (es) Partido Popular                                                               | PP              | Centre droit à droite Libéral-conservatisme, démocratie chrétienne, unionisme   | Juan Manuel Moreno                   | 26,63 % des voix 33 députés |
|                 | Adelante Andalucía (fr) En avant l'Andalousie                                                      | Adelante Andalucía (fr) En avant l'Andalousie                                                      | AA              | Gauche radicale Anticapitalisme, républicanisme, écologisme, nationalisme       | Teresa Rodríguez                     | 21,66 % des voix 20 députés |
|                 | Podemos                                                                                            | |                 | Gauche radicale Anticapitalisme, républicanisme, écologisme, nationalisme       | Teresa Rodríguez                     | 21,66 % des voix 20 députés |
|                 | Gauche unie                                                                                        | IULV-CA                                                                                            |                 | Gauche radicale Anticapitalisme, républicanisme, écologisme, nationalisme       | Teresa Rodríguez                     | 21,66 % des voix 20 députés |
|                 | Primavera Andaluza                                                                                 | PA                                                                                                 |                 | Gauche radicale Anticapitalisme, républicanisme, écologisme, nationalisme       | Teresa Rodríguez                     | 21,66 % des voix 20 députés |
|                 | Izquierda Andalucista (es)                                                                         | IA                                                                                                 |                 | Gauche radicale Anticapitalisme, républicanisme, écologisme, nationalisme       | Teresa Rodríguez                     | 21,66 % des voix 20 députés |
|                 | Ciudadanos (fr) Citoyens                                                                           | Ciudadanos (fr) Citoyens                                                                           | Cs              | Centre à Centre droit Libéralisme, réformisme, unionisme                        | Juan Marín                           | 9,24 % des voix 9 députés   |
|                 | Vox                                                                                                | Vox                                                                                                | Vox             | Droite radicale à extrême droite Néo-franquisme, centralisme, ultranationalisme | Francisco Serrano                    | 0,46 % des voix 0 député    |

### Déroulement
La campagne se joue en deux blocs, et à deux niveaux distincts.
Au sein du bloc de droite, l'enjeu entre le Parti populaire (PP) et Ciudadanos (Cs) est de s'assurer le leadership en Espagne. Les présidents des deux partis au niveau national, Pablo Casado et Albert Rivera sont donc omniprésents dans la campagne, à tel point qu'ils éclipsent leurs candidats respectifs, Juan Manuel Moreno et Juan Marín. Le président national du PP va même jusqu'à évoquer des propositions qui ne figurent pas au programme de son chef de file régional.
À gauche, l'enjeu est davantage axé sur l'Andalousie. Les dirigeants nationaux sont globalement absents, le premier rôle revenant à la présidente de la Junte Susana Díaz pour le Parti socialiste et Teresa Rodríguez pour Adelante Andalucía (AA). Cette dernière cherche à conquérir les électeurs déçus des socialistes et prétend défendre le véritable socialisme, là où la cheffe de l'exécutif appelle ses proches à éviter les surprises et revendique de mener une campagne « positive ».
À partir du moment où Vox est apparu dans les sondages comme potentielle force parlementaire, Susana Díaz a décidé d'agiter la peur du retour de l'extrême droite et d'une alliance de celle-ci avec les partis de droite dans l'objectif de mobiliser les électeurs de gauche. Cette posture a été vertement dénoncée par Teresa Rodríguez, tandis que Pablo Casado se présente comme un dirigeant « décomplexé » afin d'éviter une fuite de son électorat.

### Sondages
| Institut                             | Date              | PSOE           | PP             | Cs             | Podemos        | IULV-CA        | Autres |
| ------------------------------------ | ----------------- | -------------- | -------------- | -------------- | -------------- | -------------- | ------ |
| Institut                             | Date              |                |                |                |                |                |        |
| Celeste Tel                          | 4 novembre 2018   | 36,7 % (44/46) | 23,8 % (28/30) | 13,6 % (12/13) | 19,3 % (22/23) | 19,3 % (22/23) |        |
| NC Report                            | 18 octobre 2018   | 36,6 % (45)    | 23,4 % (28)    | 14 % (14)      | 18,6 % (22)    | 18,6 % (22)    | 7,4 %  |
| IMOP                                 | 17 octobre 2018   | 29,8 % (33-37) | 20,5 % (22-27) | 22,3 % (22-26) | 21,7 % (23-26) | 21,7 % (23-26) | 5,7 %  |
| JM&A                                 | 14 octobre 2018   | 37,7 % (46)    | 20,7 % (25)    | 18,3 % (20)    | 17,1 % (18)    | 17,1 % (18)    | -      |
| Aurea Project                        | 8 octobre 2018    | 32,8 % (37-40) | 23,6 % (29-32) | 18,5 % (20-22) | 19 % (19-22)   | 19 % (19-22)   | 6,1 %  |
| ElectoPanel                          | 18 septembre 2018 | 32 % (39)      | 20,6 % (24)    | 20,9 % (22)    | 21 % (24)      | 21 % (24)      | 5,5 %  |
| SW Demoscopia                        | 20 juin 2018      | 38,1 % (45-48) | 19,8 % (21-24) | 21,5 % (12-25) | 14,8 % (14-17) | 14,8 % (14-17) | 5,8 %  |
| ElectoPanel                          | 7 juin 2018       | 34,4 %         | 21,6 %         | 17,6 %         | 19,9 %         | 19,9 %         | 6,5 %  |
| SyM Consulting                       | 27 mai 2018       | 31,5 %         | 24,2 %         | 13,1 %         | 18,1 %         | 7,5 %          | 5,6 %  |
| Université de Grenade (pour Podemos) | 7 mars 2018       | 32,3 %         | 20,8 %         | 17,5 %         | 13,8 %         | 6,9 %          | 8,9 %  |
| NC Report                            | 25 février 2018   | 33,3 %         | 25,6 %         | 13,9 %         | 14,6 %         | 8 %            | -      |
| Deimos Estadística                   | 23 février 2018   | 34,6 %         | 25,4 %         | 19,7 %         | 14,4 %         | 3,9 %          | 1,7 %  |
| SW Demoscopia/Grupo Viva             | 19 février 2018   | 36,8 %         | 22,5 %         | 19,3 %         | 16,5 %         | 16,5 %         | -      |

## Résultats

### Participation
| Heure  | En 2015 | En 2018 | Différence |
| ------ | ------- | ------- | ---------- |
| à 14 h | 33,94 % | 29,93 % | 4,01       |
| à 18 h | 51,41 % | 46,47 % | 4,94       |
| à 20 h | 62,56 % | 56,56 % | 6,00       |

### Total régional
|               |                                                               |           |       |       |        |               |  |  |  |  |  |  |  |  |
| Partis        | Partis                                                        | Voix      | %     | +/−   | Sièges | +/−           |  |  |  |  |  |  |  |  |
|               | Parti socialiste ouvrier espagnol d'Andalousie (PSOE-A)       | 1 010 889 | 27,94 | 7,47  | 33     | 14            |  |  |  |  |  |  |  |  |
|               | Parti populaire (PP)                                          | 750 778   | 20,75 | 5,99  | 26     | 7             |  |  |  |  |  |  |  |  |
|               | Ciudadanos (Cs)                                               | 661 371   | 18,28 | 9,00  | 21     | 12            |  |  |  |  |  |  |  |  |
|               | Adelante Andalucía (AA)                                       | 585 949   | 16,19 | 5,56  | 17     | 3             |  |  |  |  |  |  |  |  |
|               | Vox                                                           | 396 607   | 10,96 | 10,50 | 12     | 12            |  |  |  |  |  |  |  |  |
|               | Parti animaliste contre la maltraitance animale (PACMA)       | 69 905    | 1,93  | 1,13  | 0      | en stagnation |  |  |  |  |  |  |  |  |
|               | Andalucía por Sí (AxSi)                                       | 22 032    | 0,61  | 0,91  | 0      | en stagnation |  |  |  |  |  |  |  |  |
|               | Equo-Initiative andalouse (Equo-IA)                           | 15 172    | 0,42  | Nv.   | 0      | en stagnation |  |  |  |  |  |  |  |  |
|               | Recortes Cero-Grupo Verde-Por un Mundo más Justo (RC-GV-PM+J) | 7 207     | 0,20  | 0,06  | 0      | en stagnation |  |  |  |  |  |  |  |  |
|               | Parti communiste du peuple andalou (PCPA)                     | 6 435     | 0,18  | 0,09  | 0      | en stagnation |  |  |  |  |  |  |  |  |
|               | Union, progrès et démocratie (UPyD)                           | 6 384     | 0,18  | 1,75  | 0      | en stagnation |  |  |  |  |  |  |  |  |
|               | Nation andalouse (NA)                                         | 5 015     | 0,14  | Nv.   | 0      | en stagnation |  |  |  |  |  |  |  |  |
|               | Citoyens libres unis (CILUS)                                  | 3 995     | 0,11  | 0,17  | 0      | en stagnation |  |  |  |  |  |  |  |  |
|               | Indépendants pour Huelva (IxH)                                | 3 995     | 0,11  | Nv.   | 0      | en stagnation |  |  |  |  |  |  |  |  |
|               | Autres candidatures (12 partis)                               | 15 918    | 0,44  | -     | 0      | -             |  |  |  |  |  |  |  |  |
|               | Blanc                                                         | 56 939    | 1,57  | 0,20  |        |               |  |  |  |  |  |  |  |  |
|               |                                                               |           |       |       |        |               |  |  |  |  |  |  |  |  |
| Votes valides | Votes valides                                                 | 3 618 591 | 97,80 |       |        |               |  |  |  |  |  |  |  |  |
| Votes nuls    | Votes nuls                                                    | 81 388    | 2,20  |       |        |               |  |  |  |  |  |  |  |  |
| Total         | Total                                                         | 3 699 979 | 100   | -     | 109    | en stagnation |  |  |  |  |  |  |  |  |
| Abstentions   | Abstentions                                                   | 2 842 097 | 43,44 |       |        |               |  |  |  |  |  |  |  |  |
| Inscrits      | Inscrits                                                      | 6 542 076 | 56,56 |       |        |               |  |  |  |  |  |  |  |  |

### Par circonscription
| Circonscription | Circonscription | Almería | Almería | Almería | Almería       | Cadix   | Cadix   | Cadix  | Cadix         | Cordoue | Cordoue | Cordoue | Cordoue       | Grenade | Grenade | Grenade | Grenade       |
| --------------- | --------------- | ------- | ------- | ------- | ------------- | ------- | ------- | ------ | ------------- | ------- | ------- | ------- | ------------- | ------- | ------- | ------- | ------------- |
|                 |                 |         |         |         |               |         |         |        |               |         |         |         |               |         |         |         |               |
| Sièges          | Sièges          | 12      | 12      | 12      | en stagnation | 15      | 15      | 15     | en stagnation | 12      | 12      | 12      | en stagnation | 13      | 13      | 13      | en stagnation |
|                 |                 |         |         |         |               |         |         |        |               |         |         |         |               |         |         |         |               |
|                 |                 | Nombre  | Nombre  | %       | %             | Nombre  | Nombre  | %      | %             | Nombre  | Nombre  | %       | %             | Nombre  | Nombre  | %       | %             |
| Inscrits        | Inscrits        | 497 998 | 497 998 | 100,00  | 100,00        | 997 581 | 997 581 | 100,00 | 100,00        | 647 427 | 647 427 | 100,00  | 100,00        | 750 132 | 750 132 | 100,00  | 100,00        |
| Abstentions     | Abstentions     | 235 028 | 235 028 | 47,19   | 47,19         | 477 785 | 477 785 | 47,89  | 47,89         | 255 525 | 255 525 | 39,47   | 39,47         | 322 377 | 322 377 | 42,98   | 42,98         |
| Votants         | Votants         | 262 970 | 262 970 | 52,81   | 52,81         | 519 796 | 519 796 | 52,11  | 52,11         | 391 902 | 391 902 | 60,53   | 60,53         | 427 755 | 427 755 | 57,02   | 57,02         |
| Nuls            | Nuls            | 3 349   | 3 349   | 1,27    | 1,27          | 9 475   | 9 475   | 1,82   | 1,82          | 9 377   | 9 377   | 2,39    | 2,39          | 13 976  | 13 976  | 3,27    | 3,27          |
| Exprimés        | Exprimés        | 259 621 | 259 621 | 98,73   | 98,73         | 510 321 | 510 321 | 98,18  | 98,18         | 382 525 | 382 525 | 97,61   | 97,61         | 413 799 | 413 799 | 96,73   | 96,73         |
|                 |                 |         |         |         |               |         |         |        |               |         |         |         |               |         |         |         |               |
| Partis          | Partis          | Voix    | %       | Sièges  | +/−           | Voix    | %       | Sièges | +/−           | Voix    | %       | Sièges  | +/−           | Voix    | %       | Sièges  | +/−           |
|                 | PSOE-A          | 67 309  | 25,93   | 3       | 2             | 121 321 | 23,77   | 4      | 2             | 111 826 | 29,23   | 4       | 1             | 111 380 | 26,92   | 4       | 1             |
|                 | PP              | 70 598  | 27,19   | 4       | 1             | 89 637  | 17,56   | 3      | 1             | 83 838  | 21,92   | 3       | 1             | 95 379  | 23,05   | 3       | 1             |
|                 | Cs              | 42 432  | 16,34   | 2       | 1             | 106 636 | 20,90   | 3      | 2             | 67 508  | 17,65   | 2       | 1             | 76 176  | 18,41   | 3       | 2             |
|                 | AA              | 25 160  | 9,69    | 1       | en stagnation | 97 914  | 19,19   | 3      | 1             | 64 279  | 16,80   | 2       | en stagnation | 62 447  | 15,09   | 2       | 1             |
|                 | Vox             | 43 516  | 16,76   | 2       | 2             | 57 327  | 11,23   | 2      | 2             | 35 147  | 9,19    | 1       | 1             | 47 064  | 11,37   | 1       | 1             |
|                 | Autres          | 7 639   | 2,94    |         |               | 28 335  | 5,55    |        |               | 13 519  | 3,53    |         |               | 15 570  | 3,76    |         |               |
|                 | Blanc           | 3 349   | 1,27    | 9 151   | 1,79          | 6 408   | 1,68    | 5 763  | 1,39          |         |         |         |               |         |         |         |               |

| Circonscription | Circonscription | Huelva  | Huelva  | Huelva | Huelva        | Jaén    | Jaén    | Jaén   | Jaén          | Málaga    | Málaga    | Málaga | Málaga        | Séville   | Séville   | Séville | Séville       |
| --------------- | --------------- | ------- | ------- | ------ | ------------- | ------- | ------- | ------ | ------------- | --------- | --------- | ------ | ------------- | --------- | --------- | ------- | ------------- |
|                 |                 |         |         |        |               |         |         |        |               |           |           |        |               |           |           |         |               |
| Sièges          | Sièges          | 11      | 11      | 11     | en stagnation | 11      | 11      | 11     | en stagnation | 17        | 17        | 17     | en stagnation | 18        | 18        | 18      | en stagnation |
|                 |                 |         |         |        |               |         |         |        |               |           |           |        |               |           |           |         |               |
|                 |                 | Nombre  | Nombre  | %      | %             | Nombre  | Nombre  | %      | %             | Nombre    | Nombre    | %      | %             | Nombre    | Nombre    | %       | %             |
| Inscrits        | Inscrits        | 396 977 | 396 977 | 100,00 | 100,00        | 526 718 | 526 718 | 100,00 | 100,00        | 1 185 266 | 1 185 266 | 100,00 | 100,00        | 1 539 977 | 1 539 977 | 100,00  | 100,00        |
| Abstentions     | Abstentions     | 180 291 | 180 291 | 45,42  | 45,42         | 200 861 | 200 861 | 38,13  | 38,13         | 542 575   | 542 575   | 45,78  | 45,78         | 627 672   | 627 672   | 40,76   | 40,76         |
| Votants         | Votants         | 216 686 | 216 686 | 54,58  | 54,58         | 325 857 | 325 857 | 61,87  | 61,87         | 642 691   | 642 691   | 54,22  | 54,22         | 912 305   | 912 305   | 59,24   | 59,24         |
| Nuls            | Nuls            | 5 164   | 5 164   | 2,38   | 2,38          | 8 228   | 8 228   | 2,53   | 2,53          | 10 304    | 10 304    | 1,60   | 1,60          | 21 515    | 21 515    | 2,36    | 2,36          |
| Exprimés        | Exprimés        | 211 522 | 211 522 | 97,62  | 97,62         | 317 629 | 317 629 | 97,47  | 97,47         | 632 387   | 632 387   | 98,40  | 98,40         | 890 790   | 890 790   | 97,64   | 97,64         |
|                 |                 |         |         |        |               |         |         |        |               |           |           |        |               |           |           |         |               |
| Partis          | Partis          | Voix    | %       | Sièges | +/−           | Voix    | %       | Sièges | +/−           | Voix      | %         | Sièges | +/−           | Voix      | %         | Sièges  | +/−           |
|                 | PSOE-A          | 66 778  | 31,57   | 4      | 2             | 112 423 | 35,39   | 4      | 2             | 152 977   | 24,19     | 4      | 2             | 266 875   | 29,96     | 6       | 2             |
|                 | PP              | 47 915  | 22,65   | 3      | en stagnation | 73 587  | 23,17   | 3      | 1             | 142 746   | 22,57     | 4      | 1             | 147 078   | 16,51     | 3       | 1             |
|                 | Cs              | 34 393  | 16,26   | 2      | 1             | 50 646  | 15,95   | 2      | 2             | 125 235   | 19,80     | 4      | 2             | 158 345   | 17,78     | 3       | 1             |
|                 | AA              | 30 187  | 14,27   | 1      | en stagnation | 38 597  | 12,15   | 1      | en stagnation | 99 075    | 15,67     | 3      | 1             | 168 290   | 18,89     | 4       | en stagnation |
|                 | Vox             | 17 636  | 8,34    | 1      | 1             | 27 676  | 8,71    | 1      | 1             | 72 729    | 11,50     | 2      | 2             | 95 512    | 10,72     | 2       | 2             |
|                 | Autres          | 10 990  | 5,20    |        |               | 10 654  | 3,35    |        |               | 30 681    | 4,85      |        |               | 38 653    | 4,34      |         |               |
|                 | Blanc           | 3 623   | 2,38    | 4 046  | 1,27          | 8 944   | 1,41    | 16 037 | 1,80          |           |           |        |               |           |           |         |               |

## Analyse

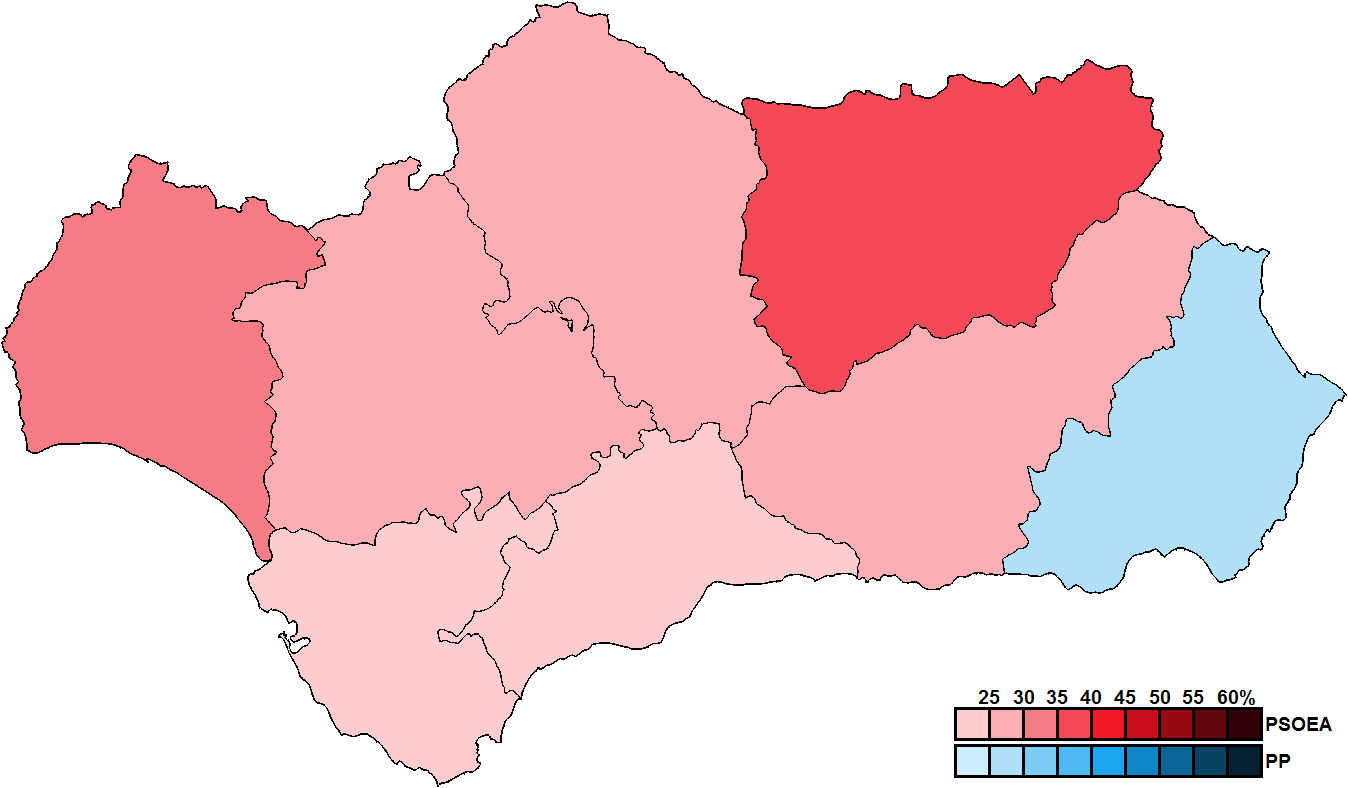
Parti arrivé en tête par circonscription et intensité de son score.

Les résultats du scrutin constituent un véritable tremblement de terre politique. Dominée par le Parti socialiste (PSOE-A) qui la gouverne depuis près de quatre décennies, l'Andalousie vire à droite. Ce bouleversement est rendu possible par l'émergence à un niveau totalement inattendu de Vox, qui devient le premier parti d'extrême droite à obtenir une représentation parlementaire depuis la fin du franquisme.
La présidente de la Junte Susana Díaz, confiante dans les sondages d'opinion lui garantissant une victoire facile, perd son pari d'anticiper les élections autonomiques. Bien que le Parti socialiste arrive en tête, il perd 400 000 voix du fait de la faible participation dont il est la principale victime, notamment parce qu'elle touche ses bastions des circonscriptions de Séville et de Jaén, ainsi que les villes de Dos Hermanas et Alcalá de Guadaíra. Il enregistre la moitié de sa perte de voix dans l'Andalousie rurale, où il captait un bulletin de vote sur deux lors du scrutin précédent et où il régresse cette fois-ci de treize points de pourcentage. Les Andalous reprochent à Susana Díaz sa mauvaise gestion ainsi que son retour après son échec à prendre la direction du PSOE. Ses neuf sièges de député perdus alimentent principalement Ciudadanos (Cs) et non la coalition de gauche radicale Adelante Andalucía (AA), qui remporte moins de députés que les deux principaux partis la composant en 2015, Podemos et la Gauche unie (IULV-CA).
Si Susana Díaz est la grande perdante du scrutin, Vox en est la révélation. Les sondages anticipaient une possible représentation parlementaire, mais pas de cette ampleur. Par un discours unioniste, nationaliste, anti-indépendantiste et antiféministe,, le parti d'extrême droite mobilise l'électorat de la droite conservatrice jusqu'ici réfugié dans l'abstention et conquiert une part de l'électorat du centre gauche. Il fait ses meilleurs résultats sur la « côte de plastique » dans la province d'Almería, marquée par une forte immigration illégale. Il puise son électorat dans la frange la plus radicale de celui du Parti populaire, et réalise ses meilleurs performances dans les secteurs où la présence d'immigrés illégaux est faible mais qui se trouvent entourés de territoires où elle est forte.
Toujours à droite, le Parti populaire (PP) de Juan Manuel Moreno se trouve en mesure revendiquer la présidence du gouvernement andalou, bien qu'il n'ait pas été capable de juguler son reflux en perdant plus de 300 000 voix par rapport à 2015. Son résultat de 26 députés s'apparente à celui obtenu en 1990. Il évite cependant le dépassement (sorpaso) par Ciudadanos, qui devient la troisième force politique de la communauté autonome mais dont le résultat est décevant en ce qu'il ne permet pas à cette formation de se présenter comme une véritable alternative de gouvernement.

## Conséquences
Les résultats génèrent initialement des tensions entre les directions nationale et régionale du Parti socialiste. Le secrétaire à l'Organisation José Luis Ábalos laisse ainsi entendre, dès le lendemain des élections, que Susana Díaz pourrait devoir abandonner le secrétariat général du PSOE andalou. En réponse, cette dernière rétorque qu'elle ne voit aucune raison objective pour démissionner. Finalement, l'équipe dirigeante du PSOE national indique le 4 décembre 2018 rejeter toute idée de renoncement ou destitution de la secrétaire générale andalouse. Parallèlement, Pedro Sánchez décide de présenter le projet de loi de finances pour 2019, utilisant le nouveau scénario politique andalou pour faire pression sur les partis indépendantistes catalans en les menaçant d'une dissolution des Cortes Generales qui pourrait ramener la droite au pouvoir avec le soutien de l'extrême droite, s'ils venaient à rejeter sa proposition de budget.

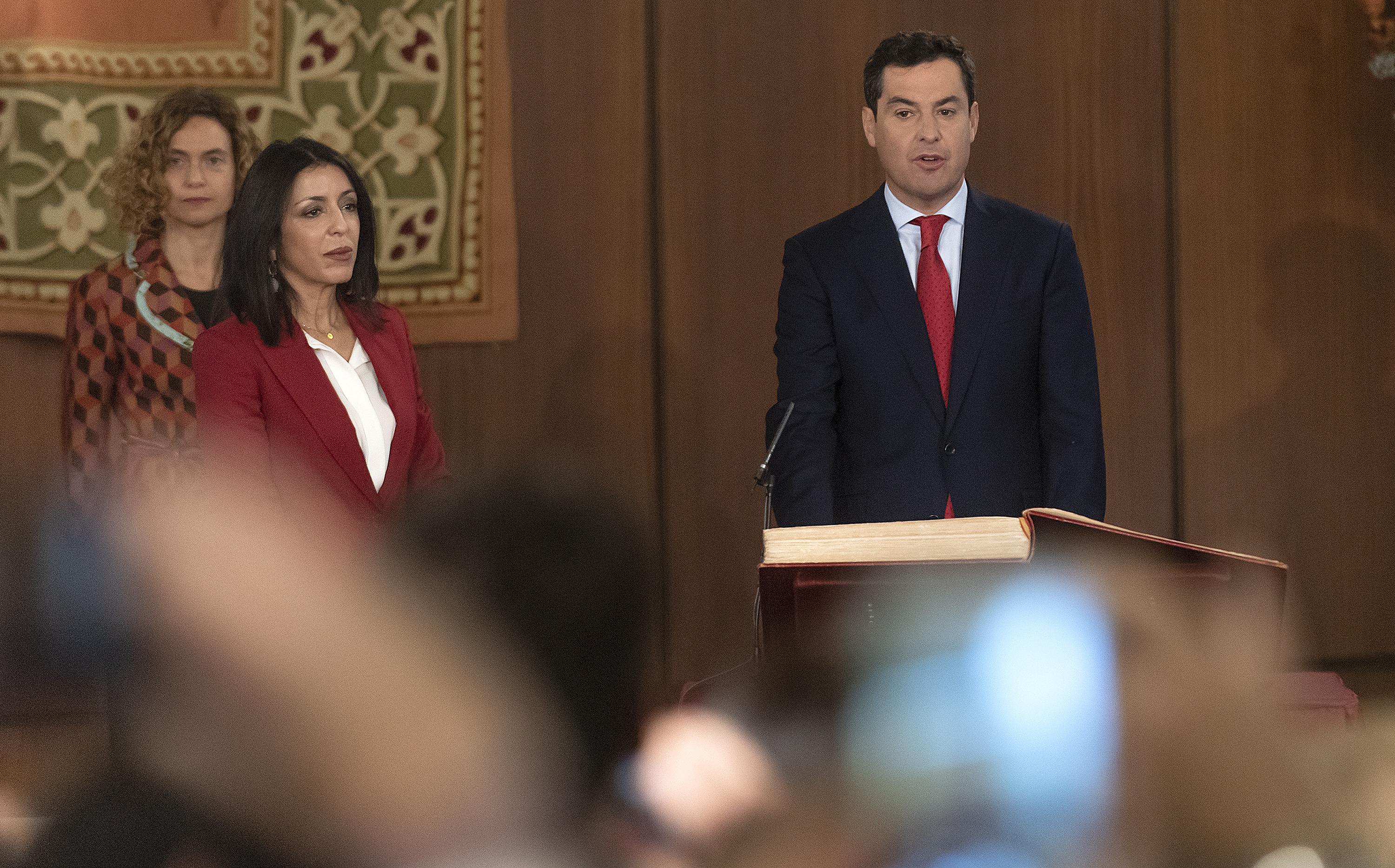
Juan Manuel Moreno devient président de la Junte d'Andalousie en janvier 2019.

Les chefs de file du Parti populaire Juan Manuel Moreno et de Ciudadanos Juan Marín revendiquent au départ chacun d'accéder à la présidence du gouvernement de la communauté autonome. Finalement, dès le 10 décembre, Ciudadanos renonce à son exigence d'assumer la direction de l'exécutif territorial. Les deux partis entament le lendemain des négociations en vue de former un gouvernement de coalition dont Vox sera exclu, une exclusion qui n'allait pas initialement de soi pour le président national du PP Pablo Casado. Les deux formations souhaitent cependant bénéficier du soutien sans participation de Vox, l'un et l'autre ayant refusé au cours de la campagne de rejeter la possibilité d'une coopération avec ce parti, qu'ils refusaient par ailleurs de qualifier d'extrême droite.
Le contrat de coalition entre le Parti populaire et Ciudadanos, qui comprend un ensemble de 90 mesures, est présenté et signé le 26 décembre suivant, 48 heures avant la séance d'installation de la XIe législature. L'accord de soutien extérieur est paraphé le 10 janvier 2019 entre le PP et Vox, Ciudadanos ayant refusé de participer aux discussions entre les deux partis.
Le 16 janvier suivant, Juan Manuel Moreno est investi président de la Junte d'Andalousie par le Parlement avec 59 voix favorables, obtenant comme prévu la confiance des députés du Parti populaire, de Ciudadanos et de Vox. C'est la première fois depuis l'accession à l'autonomie que la présidence échappe au Parti socialiste. Il présente le 21 janvier son gouvernement de 11 conseillers, dont Juan Marín en qualité de vice-président.